# Szentes ház (Brassó)
A brassói „szentes ház” (románul: Casa cu sfinți) a város Bolgárszeg negyedében álló 18. századi ház. Nevezetességét annak köszönheti, hogy a város egyik utolsó olyan háza, melyen még látszanak a külső falakat díszítő régi szentképek. Ezek a karbantartás hiánya, érdektelenség miatt mára jórészt lekoptak, csak két kisebb felületen látszanak az eredeti festmények. Műemlékként nyilvántartott épület.

## Története
A hagyományosan románok lakta Bolgárszegen egykoron számos ház külső falait díszítették bibliai figurákat és jeleneteket ábrázoló freskók. Ezek közül sok az enyészeté lett, másokat a tulajdonosok távolítottak el felújítások, átépítések alkalmával.
A „szentes ház” az egyik utolsó olyan épület, melyen még kivehetőek az eredeti freskók. 1766-ban épült, eredetileg egy gabonakereskedő háza volt, és Bolgárszeg egyik legimpozánsabb épülete. 1799-ben felújították. Valószínűleg ugyanekkor – a 18. és 19. század fordulóján – festették a freskókat is. A művész személye nem ismert.
Az 1970-es években a ház már nagyon rossz állapotban volt, az 1977-es földrengés is megrongálta, felújítása többe került volna egy új ház építésénél. A tulajdonosoknak még a festmények restaurálására sem volt elegendő pénzük, de keretek és fóliák felszerelésével megpróbálták megakadályozni, hogy az eső, hó, és a hógolyókkal dobálózó gyermekek még több kárt tegyenek bennük. A Kulturális Igazgatóság 2010-ben tervet készített a homlokzat és a freskók felújítására, de a munkálatok nem kezdődtek el.

## Leírása
Földszintes, provinciális barokk stílusban épített ház a str. Vasile Saftu (Malomárok) és a str. Pajiștei sarkán. A festmények közül a bal oldali Szűz Máriát ábrázolja a gyermek Jézussal, a jobb oldali pedig Jézus megkeresztelését. Stílusuk hasonlít a Szent Miklós ortodox templom szentképeihez.

## Képek

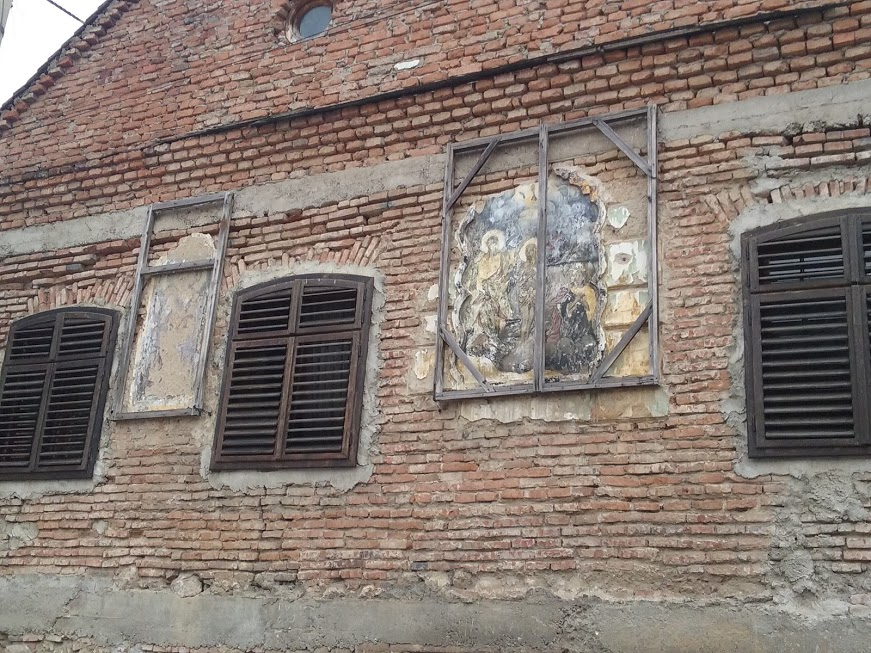
A homlokzat állapota 2015-ben
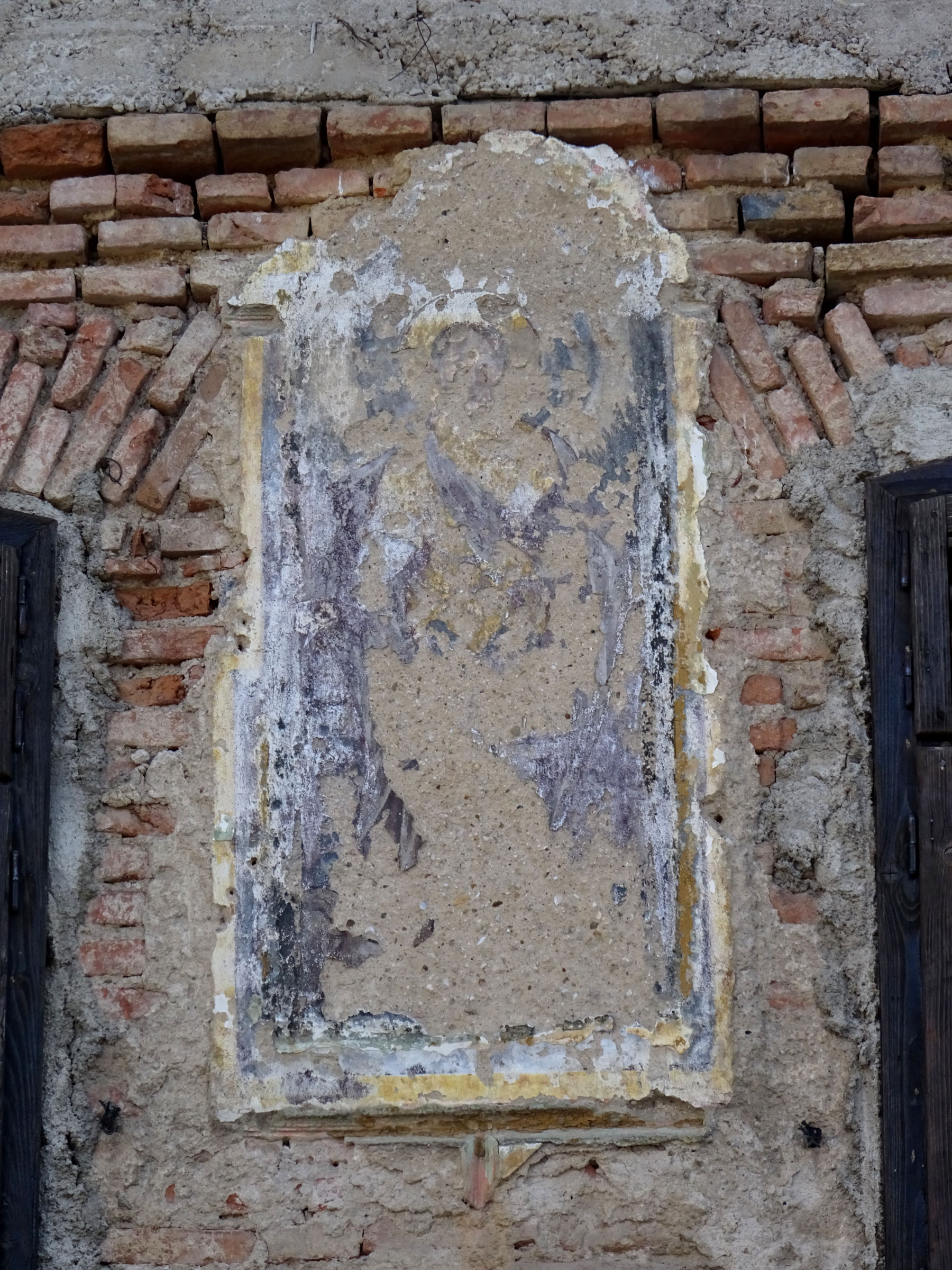
A bal oldali szentkép
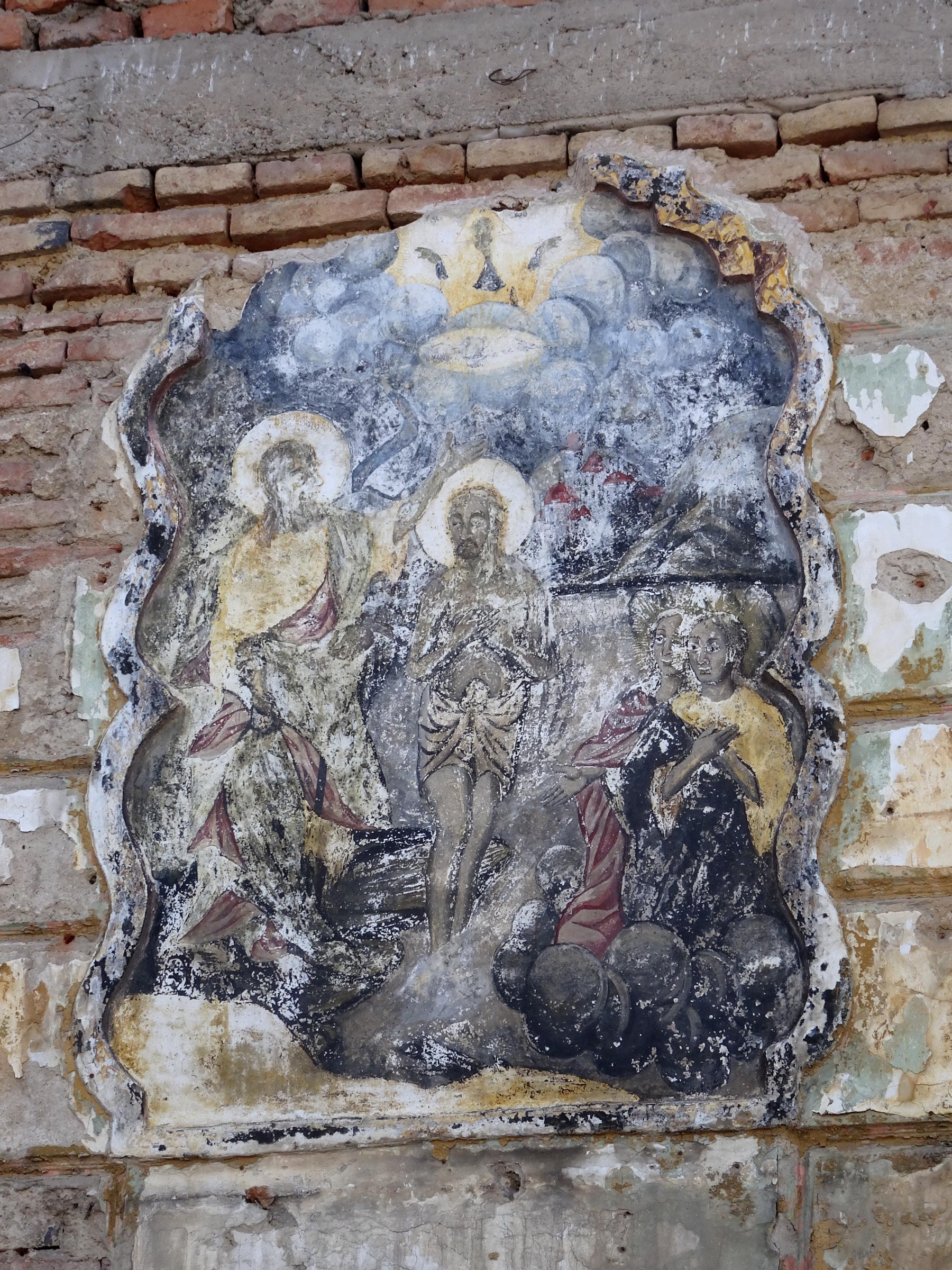
A jobb oldali szentkép